# Formnext forum Tokyo
Formnext forum Tokyo（フォームネクスト フォーラム トウキョウ）は、メッセ・フランクフルトが主催する3Dプリンティング、AM（アディティブ・マニュファクチャリング）の専門展示会。
日本では2019年から開催している。
2020年開催の出展規模は、来場者数：710名 / 出展者数：29社。

## 概要
Formnextはドイツで開催される3Dプリンティング、AM技術の総合展示会で、来場者数 : 53039人、出展社数 : 852社、展示面積 : 34,532 sq.m.（2019年実績）を集める世界最大級の国際展示会。
Formnext forum tokyoは日本での独自開催で、ドイツ開催の内容とはリンクしない。